# Haim Sompolinsky

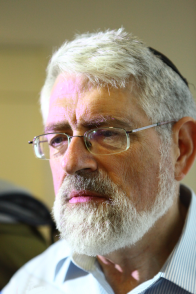
Haim Sompolinsky, 2010

Haim Sompolinsky (hebräisch חיים סומפולינסקי; geb. 1949 in Kopenhagen) ist ein israelischer Neurowissenschaftler an der Hebräischen Universität Jerusalem. Sompolinsky gilt als Pionier der theoretischen Neurowissenschaften, der neue mathematische Modelle zur Beschreibung der Funktion neuronaler Schaltkreise entwickelte.

## Leben und Wirken
Haim Sompolinsky ist der Sohn des Mikrobiologen David Sompolinsky (1921–2021), der sich um die Rettung der dänischen Juden vor den Nazis verdient gemacht hatte. Die Familie emigrierte 1951 nach Israel.
Haim Sompolinsky studierte an der Ponevezh Yeshiva in Bnei Berak und erwarb an der Bar-Ilan-Universität 1972 einen Bachelor in Physik und Mathematik, 1973 einen Master in Physik und 1980 einen Ph.D. in Physik. Als Postdoktorand arbeitete er bei Bertrand Halperin an der Harvard University und erhielt 1982 eine erste Professur für Physik an der Bar-Ilan-Universität. 1986 wechselte er als Professor für Physik an die Hebräische Universität Jerusalem, wo er 1992 Mitbegründer des Hebrew University Interdisciplinary Center for Neural Computation war, 2009 des Edmond and Lily Safra Center for Brain Sciences. Mehrjährige Forschungskooperationen führten ihn wiederholt an die Bell Laboratories und die Harvard University.
Seit seiner Emeritierung in Jerusalem hat Sompolinsky noch eine Professur für molekulare und zelluläre Biologie und Physik an der Harvard University inne. Sompolinski hat laut Google Scholar einen h-Index von 82, laut Datenbank Scopus einen von 69 (jeweils Stand Juli 2024).
Haim Sompolinsky ist mit Elisheva Sompolinsky verheiratet. Das Paar hat fünf Kinder.

## Auszeichnungen (Auswahl)
- 2014 Mitglied der European Molecular Biology Organization[4]
- 2008 Mitglied der American Academy of Arts and Sciences[5][6]
- 2013 Mathematical Neuroscience Prize[7]
- 2016 EMET-Preis[8]
- 2022 Gruber-Preis für Neurowissenschaften[9]
- 2024 Brain Prize[10]